# After.Life
After.Life is een Amerikaanse thriller-mysteryfilm uit 2009 onder regie van Agnieszka Wojtowicz-Vosloo. Zij schreef zelf ook mee aan het verhaal.

## Verhaal
Basisschoollerares Anna Taylor (Christina Ricci) en advocaat Paul Coleman (Justin Long) hebben al een tijd een relatie, maar daar gaat het de laatste tijd niet zo goed mee. Voornamelijk misverstanden zorgen ervoor dat ze regelmatig ruzie maken. Coleman wil haar zijn liefde bewijzen door haar tijdens een luxe etentje ten huwelijk te vragen én haar te verzoeken samen met hem te verhuizen. Hij heeft namelijk een goede baan aangeboden gekregen. Taylor begrijpt Coleman niettemin wederom verkeerd en denkt dat hij zonder haar wil verhuizen. Overstuur en zonder hem de kans te geven het misverstand uit te leggen, stapt ze in haar auto en rijdt ze weg. Onderweg krijgt ze een ongeluk.
Wanneer Taylor weer bij bewustzijn komt, ligt ze op een tafel in een kamer van een begrafenisonderneming. Eigenaar Eliot Deacon (Liam Neeson) vertelt haar dat ze is overleden tijdens haar auto-ongeluk. Ze gelooft hem niet, maar hij vertelt haar dat hij de enige is die haar nog kan horen door een gave die hij heeft. Over drie dagen wordt ze begraven en Deacon legt haar uit dat het zijn werk is haar netjes af te leggen. Terwijl hij haar probeert te overtuigen dat ze dood is, blijft Taylor erbij dat dit niet zo is.
Coleman hoort van Taylors moeder Beatrice (Celia Weston) over het ongeluk. Hij kan het niet bevatten en rijdt naar Deacon om met zijn eigen ogen te zien of het waar is dat Taylor is gestorven. Deacon weigert hem echter bij haar toe te laten voor de begrafenis, omdat hij geen familie van haar is.

## Rolverdeling
- Christina Ricci - Anna Taylor
- Liam Neeson - Eliot Deacon
- Justin Long - Paul Coleman
- Chandler Canterbury - Jack
- Celia Weston - Beatrice Taylor
- Luz Alexandra Ramos - Diane
- Josh Charles - Tom Peterson
- Rosemary Murphy - Mrs. Whitehall
- Malachy McCourt - Father Graham
- Shuler Hensley - Vincent Miller
- Alice Drummond - Mrs. Hutton